# Лето с Моникой
«Лето с Моникой» (швед. Sommaren Med Monika) — художественный фильм шведского кинорежиссера Ингмара Бергмана по роману П. А. Фогельстрёма 1953 года.

## Сюжет
Моника работает на фруктовом складе, а Харри — грузчиком в посудном магазине, — оба выполняют довольно грязную работу. Моника — старшая дочь в семье пьющего рабочего. Харри живёт вдвоём с отцом. Однажды, после очередной ссоры в семье Моники, забравшись в моторную лодку отца Харри пара бежит из города. Они любят друг друга. Идиллические сцены проходят на фоне природы. Как-то раз прежний приятель Моники, выследив любовников, устраивает пожар на борту лодки. Между ним и Харри разворачивается драка, в которой благодаря помощи Моники побеждает её любовник.
Когда они остаются без денег и без хлеба, отношения портятся. Моника говорит, что беременна. Устав от однообразной еды, женщина крадёт кусок мяса из погреба дачного домика. Она попадается, но ей удаётся сбежать. Тётка Харри помогает молодым людям обойти бюрократические препоны и пожениться. С родившейся малышкой занимается юный отец. Теперь он студент и сезонный рабочий, худо-бедно содержащий семью.
Однажды, вернувшись с загородной работы, Харри застаёт жену с любовником — с тем самым парнем, с которым он дрался. Хотя он страдает, он готов простить свою жену, но она молча собирается и уходит из дома. Нехитрую домашнюю утварь увозят старьёвщики. Харри возвращается в дом отца. Неся на руках дочь, герой останавливается у зеркальной витрины магазина, видит в ней отображение сначала обнажённой Моники во время их летней идиллии, а затем самого себя сегодняшнего.

## Художественные особенности
В этой картине Ингмар Бергман очень близко подошёл к эстетике итальянского неореализма в духе Роберто Росселлини и Джузеппе Де Сантиса. Столкновение личного и социального влечёт за собой трагический финал: современная Джульетта бросает своего Ромео. Вместе с тем бергмановские герои-северяне внешне менее страстные, чем итальянцы — персонажи неореалистических фильмов; у Бергмана страсти реже прорываются на поверхность. Жан-Люк Годар писал: «„Моника“ для современного кино то же, что „Рождение нации“ для кино классического». По мнению Вуди Аллена, фильмы, которые Бергман снимал до этого, являлись хорошими образчиками американского кино, будучи американскими по стилю, «а в этом фильме с Харриет Андерсон чувствовался прорыв, после него Бергман постепенно пришёл к своему мощному поэтическому стилю».
Роль в «Лете с Моникой» — одна из важнейших (наряду с главной ролью в фильме «Как в зеркале») постоянной бергмановской актрисы Харриет Андерссон.

## В ролях
- Харриет Андерссон — Моника
- Ларс Экборг — Харри
- Дагмар Эббесен — тётя Харри
- Оке Фридель — отец Моники
- Наэми Брисе — мать Моники